# Gensac (Tarn-et-Garonne)
Gensac (okzitanisch Gençac) ist eine französische Gemeinde mit 103 Einwohnern (Stand 1. Januar 2022) im Département Tarn-et-Garonne in der Region Okzitanien. Sie gehört zum Arrondissement Castelsarrasin und zum Kanton Garonne-Lomagne-Brulhois.

## Bevölkerungsentwicklung
| Jahr      | 1962 | 1968 | 1975 | 1982 | 1990 | 1999 | 2009 | 2017 |
| Einwohner | 110  | 131  | 113  | 110  | 131  | 123  | 110  | 114  |